# 다카오카촌 (나가노현 시모타카이군)
다카오카촌(일본어: 高丘村)은 일본 나가노현 시모타카이군에 있던 촌이다. 현재의 나카노시 남서부에 해당한다.

## 역사
- 1889년 4월 1일 - 정촌제 시행에 의해 5촌의 구역을 확장해 성립하였다.
- 1954년 7월 1일 - 나카노정, 히노촌, 엔토쿠촌, 히라노촌, 나가오카촌, 히라오카촌, 시나노촌, 야마토촌과 합병해 나카노시로 승격되어 동일 다카오카촌은 폐지되었다.

## 교통

### 철도
현재는 지쿠마강 건너편 나가노시에 본촌의 지명을 딴 이야마선 다테케하나 역이 있지만, 당시에는 미개업 상태였다. 

### 도로
현재 구촌 지역에는 조신에쓰 자동차도로의 신슈나카노 나들목과 시카나카노 유료도로가 지나가고 있지만, 당시에는 모두 미개통 상태였다. 

## 참고문헌
- 角川日本地名大辞典 20 長野県